# Nerios

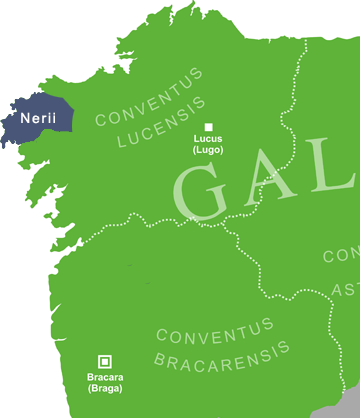
Ubicación aproximada del pueblo de los Nerios en la provincia romana de Gallaecia.

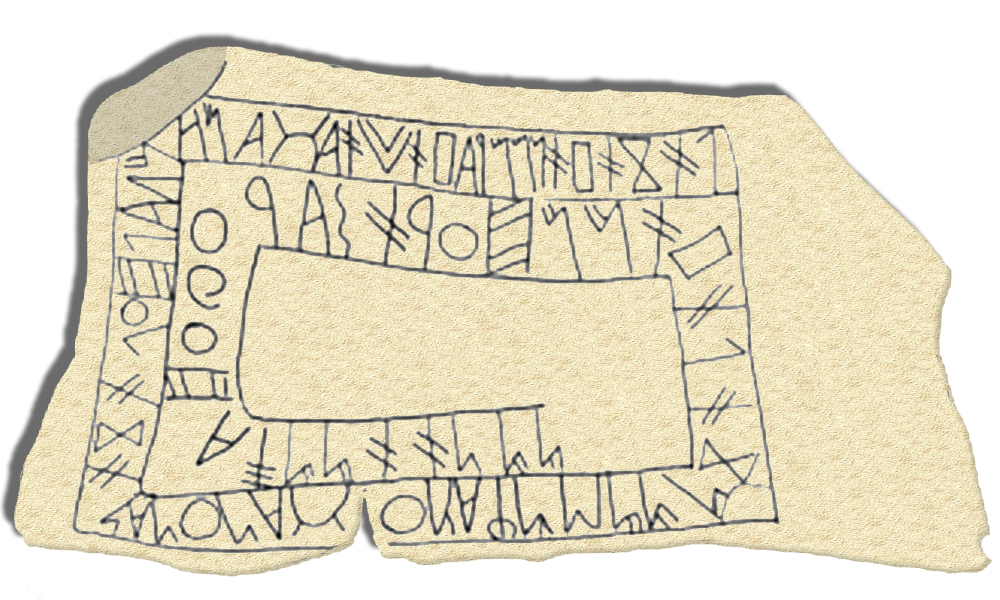
Inscripción tartésica encontrada en Fonte Velha, donde se hace referencia al pueblo nerio.

Los nerios (en latín: Nerii) eran una antigua tribu celta de Gallaecia, un pueblo galaico lucense que vivía en el norte de la actual Galicia, en la región de la Costa de la Muerte. Su capital era la ciudad de "Dugium", identificada con la actual parroquia de San Martín de Duyo.Según Luís Monteagudo, era una de las tres subtribus de los ártabros, junto con los brigantinos y los lapatianci.
Los celtas nerios (Celtici Nerii) son mencionados por primera vez en la lápida de la tumba de un noble nerio llamado Tássionos o Taśiioono, en una inscripción tartésica de la Edad del Bronce descubierta en Fonte Velha, en la parroquia de Bensafrim, en el municipio de Lagos (Portugal). Esta es la primera referencia documentada de un noble galaico que se conoce. La inscripción contiene también la referencia más antigua a Galicia (Galtia). Además, cita a los dioses lugos como divinidades tutelares de los nerios.

## Etimología
Es posible que el nombre de los nerios provenga de la raíz celta *nero-, que quiere decir "fuerza, grandeza". Esta palabra se encuentra también en el galés antiguo nar, que significa "jefe", que en galés moderno es nêr, "señor".
El topónimo de la comarca de Tierra de Soneira, que aparece recogido en textos medievales como Somnaria, Sonaria ou Subnaria, podría derivar del idioma nerio. Existen dos teorías sobre la etimología del topónimo. El estudioso Fernando Cabeza Quiles lo deriva de Seminaria, que se lee en un documento del siglo IX. Otros autores se inclinan por la expresión Sub Neria, es decir, la parte baja de la comarca habitada por los nerios, que en esa época estaba habitada por sus vecinos supertamarcos.

## Historia
Según la Historia natural de Plinio el Viejo, antes de la romanización de Galicia la zona de Fisterra estaba poblada por la tribu galaica de los nerios, que después quedaron integrados en el conventus lucensis. Esta denominación fue seguida por Claudio Ptolomeo e Estrabón.

Promunturium Celticum, amnes Florius, Nelo. Celtici cognomine Neri et super Tamarci, quorum in paeninsula tres arae Sestianae Augusto dicatae, Copori, oppidum Noeta, Celtici cognomine Praestamarci, Cileni. ex insulis nominandae Corticata et Aunios.
Promontorio Céltico, ríos Florius y Nelo, Célticos también llamados nerios y súper tamaricos, en cuya península hay tres aras Sestianas dedicadas a Augusto, Coporos, la ciudad de Noeta, célticos llamados praestamarcos, cilenos, fuera las islas llamadas Cortegada y Ons.

Pomponio Mela fue otro de los autores que en el siglo I describió la tribu de los nerios en su De Chorographia:

Totam Celtici colunt, sed a Durio ad flexum Grovi, fluuntque per eos Avo, Celadus, Nebis, Minius et cui oblivionis cognomen est Limia. Flexus ipse Lambriacam urbem amplexus recipit fluvios Laeron et Ullam. Partem quae prominet Praesamarchi habitant, perque eos Tamaris et Sars flumina non longe orta decurrunt, Tamaris secundum Ebora portum, Sars iuxta turrem Augusti titulo memorabilem. Cetera super Tamarici Nerique incolunt in eo tractu ultimi. Hactenus enim ad occidentem versa litora pertinent.
Toda la habitan los Célticos, salvo desde el Douro a la bahía de los Grovios, y fluyen por allí Avo, Celado, Nebo, Miño, y lo que es llamado Olvido, o Limia. La bahía de la ciudad Lambriaca recibe el abrazo dos ríos Lérez y Ulla. La parte que sobresale es habitada por los Praesamarcos, no lejos de donde desembocan los ríos Tambre e Sars, el Tambre por el puerto de Ebora, o Sars junta la torre de Augusto, monumento memorable. Y más allá habitan los Supertamaricos y los Nerios en los últimos trechos. Hasta aquí la costa mira al occidente.

Según Estrabón, esta tribu vivía en las proximidades de Nerium, llamado Promontorium Celticum (identificado con Fisterra), y situó su origen como parientes de los celtas del Anas, o el Guadiana. Según él, una rama de estos celtas del sur fue la que se desplazó hacia el norte ocupando partes de Lusitania e Gallaecia. En esa época, según este geógrafo e historiador, los nerios eran descendientes de tribus celtas provenientes de la región sur de Celtiberia.

## Restos arqueológicos

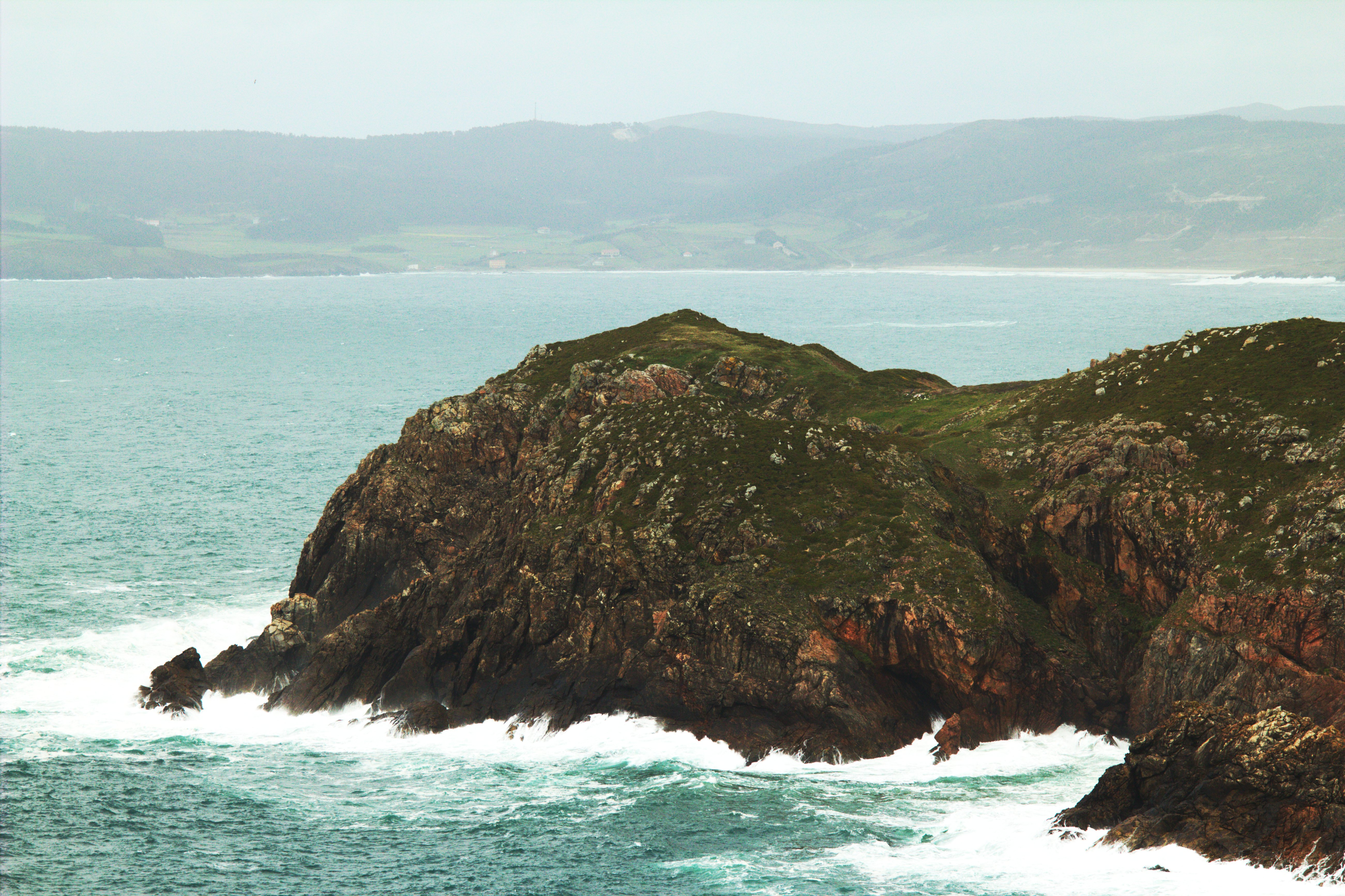
Castro de Castromiñán o Torre do Castelo, en Fisterra.

En 1914, en la zona de las parroquias de Duyo se encontraron machetes de sílex, pontones (en As Escaselas), puntas de lanzas de cobre biseladas (la poca profundidad cerca de la playa de A Langosteira), trozos de cerámica y de tejas de tipo romano (zona Rucheira) y en Denle algunas monedas y medallas. En una de estas se leían las inscripciones nerenh y nerimen. Los restos encontrados sugieren un importante asentamiento lacustre que más tarde sería romanizado.
En la aldea de Duyo solo se catalogó un castro, el Castro das Croas, así como la fortaleza de Castromiñán.